# فورت، اوکلاهما
فورت (به انگلیسی: Fort Okanogan) یک منطقهٔ مسکونی در ایالات متحده آمریکا است که در شهرستان اوکانوگان، واشینگتن واقع شده‌است.